# Хроника на един живот
„Хроника на един живот“, срещан и като „Аз живея в страх“ (на японски: 生きものの記録, по Система на Хепбърн: Ikimono no kiroku), е японски пълнометражен игрален филм от 1955 г., режисиран от Акира Куросава. Сценарният е дело на Шинобу Хашимото и Хидео Огуни, по идея на Фумио Хаясака и Куросава. Лентата е седмият съвместен продукт на актьорите Тоширо Мифуне и Такаши Шимура с именития японски режисьор.
Това е един от първите филми, засягащи темата за страхът от атомно нападение. Главният персонаж – богат собственик на фабрика, – ужасен от възможните заплахи за атомна атака, решава да се премести заедно с цялото си семейство в безопасна, поне за него, ферма в Бразилия.
Това е последната лента на японския композитор Фумио Хаясака, който работи и в предишни проекти на Куросава и е близък приятел на режисьора от 1948 г.

## Сюжет
Внимание:  Текстът по-долу разкрива сюжета на произведението (или части от него)!
Харада е зъболекар, който в свободното си време обича да е съдебен заседател, занимаващ се със семейни проблеми. В поредното заседание в Токийския семеен съд, семейство Накаджима иска от съда да наложи възбрана за разпореждане с имуществото си на главата на фамилията – г-н Киичи Накаджима. От една година мъжът страда от панически страх към радиация и възможната атака с водородна бомба. Той е готов да се раздели с цялото си имущество, за да емигрира заедно със семейството си в Бразилия, където смята че е безопасно. Наблюдавайки случая, Херада започва да съчувства на нервния старец, които всички смятат за луд.
Г-н Накаджима е богат собственик на голяма леярна, която постепенно запада от ексцентричните му претенции за емиграция. При семейството на богаташа пристига възрастен плантатор, готов да предаде своята ферма в Сао Пауло на своенравния мъж, в замяна на това да се завърне в Япония. Накаджима желае да се премести във фермата заедно с цялото си семейство, но среща остра съпротива от всички тях. Нещо повече японският бизнесмен иска да забере със себе си и всичките си любовници и техните деца. Съдът категорично е за поставянето на забраната, но Харада моли членовете да размислят и да вникнат в истинската причина този мъж да се държи така.
Накаджима планира да купи цял хълм за своя партньор. Мястото обаче се оказва прекалено скъп. Въпреки това богаташът започва да събира сумата. За няколко дена Накаджима натрупва огромни заеми, свързвайки се със свои стари съдружница. Близките му по всякакъв начин се опитват да прекратят достъпа му до техните спестявания. Налудничавият мъж се обръща за помощ към любовниците си. При някои среща съпротива, а при други разбиране. Сумата обаче остава недостатъчна. Плантаторът дава по-дълга отсрочка на своя купувач и му връща събраните пари. Старецът от Бразилия споделя, че той също не е искал да напуска Япония, но домът му изгорял и това го принудило да имигрира в слънчевата страна.
Съдът отсъжда в полза на семейство Накаджима. Харада моли съдът да размисли, понеже положението на г-н Накаджима се влошава. Възрастният бизнесмен се чувства като в затвор, гледайки как другите не обръщат внимание на приближаващата заплаха. Един ден нещастният мъж събира семейството и любовниците си, умолявайки ги да тръгнат с него към Бразилия. В молбите му се включва и съпругата му. По време на срещата г-н Накаджима припада и е откаран в болница.
Фабрика „Никаджима“ върви към упадък. Синовете на собственика ѝ се чудят как да я задържат. Един ден цялата сграда е опожарена до основи. Г-н Накаджима признава, че той сам е запалил фабриката, която е била главната причина семейството му да иска да остане в Япония. Работниците са разочаровани, понеже трябва да се простят с работата си. Разореният собственик ги кара да дойдат с него в Бразилия.
Състоянието на Накаджима се влошава още повече и старецът е пратен в психиатрично отделение. Харада, чувствайки се виновен, отива на посещение на болния бизнесмен. Накаджима си е въобразил, че се намира на друга планета, в пълна безопасност от радиацията. Той взима слънцето за Земята, която е унищожена от атомна атака.

## Актьорски състав
| Име на актьора     | Име на персонажа (бълг. ез.) | Оригинално име на персонажа | Описание                             |
| ------------------ | ---------------------------- | --------------------------- | ------------------------------------ |
| Тоширо Мифуне      | Киичи Накаджима              | 中島喜一                    | Богат собственик на леарна.          |
| Еико Мийоши        | Тойо Накаджима               | 中島とよ                    | Съруга на г-н Накаджима.             |
| Харуко Того        | Йоши Ямадзаки                | 山崎よし                    | Най-възрастната дъщеря на Накаджима. |
| Такаши Шимура      | Харада                       | 原田                        | Член на семейния съд в Токио.        |
| Масао Шимидзу      | Такао Ямадзаки               | 山崎隆雄                    | Съпруг на Йоши.                      |
| Кадзуо Като        | Сусуму                       | 進                          | Син на Харада.                       |
| Ютака Сада         | Ичиро Накаджима              | 中島一郎                    | Големият син на Накаджима.           |
| Норико Сенгоку     | Кимие                        | 君江                        | Съпруга на Ичиро.                    |
| Минору Чиаки       | Джиро Накаджима              | 中島二郎                    | Вторият син на Накаджима.            |
| Кьоко Аояма        | Суе Накаджима                | 中島すえ                    | Втора дъщеря на Накаджима.           |
| Кийоми Мидзуноя    |                              |                             | Първа любовница на г-н Накаджима.    |
| Саоко Йонемура     | Таеко                        | 妙子                        | Дъщеря на първата любовница.         |
| Акеми Негиши       | Асако Курибаяши              | 栗林朝子                    | Настояща любовница на г-н Накаджима. |
| Кичиджиро Уеда     | Курибаяши                    | 栗林                        | Баща на Асако.                       |
| Йоичи Тачикава     | Рьоичи Суяма                 | 須山良一                    | Син на Киичи от починала любовница.  |
| Кен Мицуда         | Араки                        | 荒木                        | Съдия.                               |
| Тораноске Огава    | Хори                         | 堀                          | Адвокат.                             |
| Еиджиро Тоно       |                              |                             | Плантатор от Бразилия.               |
| Каматари Фудживара | Окамото                      | 岡本                        | Посредник по недвижими имоти.        |
| Нобуо Накамура     |                              |                             | Психиатър.                           |
| Бокудзен Хидари    |                              |                             | Селянин.                             |

## Създаване и отзиви
„Хроника на един живот“ се появява десет години след пускането на атомна бомба върху японските градове Хирошима и Нагасаки от американската армия. Това е един от първите японски филми, които се занимава с тематиката за страха от нова атомна атака. Японското кино дълго време отбягва тази тема. Съществуват няколко учебни филма, които показват последствията от атомното нападение върху двата града, без да засягат никакви политически или социални теми.
Куросава признава, че идеята за филма му е дошла от разговор между него и композитора Фумио Хаясака по време на снимките на „Седемте самураи“. Първоначално режисьорът смята, че предстоящия проект трябва да е сатира, но бъдещите му планове поемата към по-мрачни краски след болестта на Хаясака. Японският композитор се разболява още при направата на „Седемте самурая“, а по време на снимките на „Хроника на един живот“ умира. Хаясака и Куросава обединяват сили в общо девет филма на именития японски режисьор.
Новата лента на Куросава е определяна като неочакван и дързък продукт. Съпоставен с предишното произведение на режисьора „Седемте самураи“, „Хроника на един живот“ е по-нискобюджетен и интроспективен, заснет в почти документален маниер. Филмът попада в категорията на социално ангажираните творби на Куросава, развиващи се в след военна Япония.
Знаменитият японски творец смята „Хроника на един живот“ за твърде ранен продукт, за който публиката не е готова. Филмът е един от най-големите финансови провали на Куросава. По-късно темата за „атомната радиация“ придобива широка популярност и ленти като „На брега“ от 1959 г. жънат финансов успех.

## DVD издание
Филмът е издаден на DVD на 15 януари 2008 г. от американската компания „The Criterion Collection“, като част от серията „Eclipse“, в бокс-сет озаглавен „Postwar Kurosawa“, включващ следните филми на режисьора: „Без съжаления за младостта ни“, „Една прекрасна неделя“, „Скандал“ и „Идиот“.

### Цитирани източници
1. ↑  Куросава 1989, с. 366.
2. ↑  „Филмите на Акира Куросава – „Самурая с камера““ //  Доц. д-р Светлозар Кирилов.   newmedia21.eu. Посетен на 14 февруари 2016.
3. ↑  100 личности – хората променили света. 42. Акира Куросава.   София, Атика Медия, 2008. с. 23.
4. 1 2  Stafford, Jeff. „I Live in Fear“ //   tcm.com. Посетен на 15 февруари 2016. (на английски)
5. ↑  „Eclipse Series 7: Postwar Kurosawa (No Regrets for Our Youth / One Wonderful Sunday / Scandal / The Idiot / I Live in Fear) (The Criterion Collection)“ //   amazon.com/. Посетен на 15 февруари 2016. (на английски)